# Süßen (stacja kolejowa)
Süßen - stacja kolejowa w Süßen, w kraju związkowym Badenia-Wirtembergia, w Niemczech. Znajdują się tu 2 perony.